# Arctosa kwangreungensis
Arctosa kwangreungensis là một loài nhện trong họ Lycosidae.
Loài này thuộc chi Arctosa. Arctosa kwangreungensis được Kap Yong Paik & Hozumi Tanaka miêu tả năm 1986.